# Maebong (metropolitana di Seul)
Maebong (매봉역, Maebong-yeok) è una stazione della metropolitana di Seul servita dalla linea 3 della metropolitana di Seul. Si trova nel quartiere di Gangnam-gu, a sud rispetto al centro.

## Linee
Seoul Metro
● Linea 3 (Codice: 343)

## Struttura
La fermata della linea 3 è costituita da due marciapiedi laterali situati al terzo piano interrato, con due binari passanti protetti da porte di banchina.
| Direzione Daehwa | ● Linea 3 | per Yangjae, Express Bus Terminal, Jongno 3-ga, Gupabal, Daegok e Daehwa |
| Direzione Ogeum  | ● Linea 3 | per Dogok, Suseo e Ogeum                                                 |

## Stazioni adiacenti
| «       | Servizio | »       |
| Linea 3 | Linea 3  | Linea 3 |
| ------- | -------- | ------- |
| Yangjae | -        | Dogok   |